# Timmy Thomas
Pour les articles homonymes, voir Thomas.
Timmy Thomas est un musicien, auteur-compositeur-interprète et producteur de rhythm and blues américain né le 13 novembre 1944 à Evansville dans l'Indiana (États-Unis) et mort le 11 mars 2022 à Miami en Floride.
Il est essentiellement connu pour sa chanson Why Can't We Live Together.

## Biographie
Dans les années 1960, Timmy Thomas accompagne les musiciens de jazz Donald Byrd et Julian Cannonball Adderley avec qui il enregistre par ailleurs son premier single Have Some Boogaloo, avant de travailler comme musicien de studio à Memphis (Tennessee).
C'est en 1972 qu'il enregistre le titre Why Can't We Live Together, en s'accompagnant simplement d'un orgue Lowrey (en) et d'une boîte à rythmes rudimentaire. C'est un succès mondial, cette chanson demeure le titre référence de la carrière de Timmy Thomas.
Le musicien enregistre par la suite d'autres singles et des albums, changeant souvent de maison de disques. Plusieurs titres entrent dans les charts : People Are Changin, I've Got to See You Tonight, dans les années 1970, Gotta Give a Little Love, New York Eyes en duo avec Nicole McCloud, dans les années 1984 sur Portrait Records . En 1990, il réenregistre son tube Why Can't We Live Together.
À partir de 1995, Timmy Thomas se consacre à l'enseignement de la musique.

## Discographie
Albums
- Why Can't We Live Together (1972)
- You're the Song I've Always Wanted to Sing (1974)
- The Magician (1976)
- Touch to Touch (1977)
- Timmy Thomas Live (1979)
- Gotta Give A Little Love (Ten Years After) (1984)
- With Heart and Soul (1994)